# Eloise Amberger
Eloise Michelle Amberger (* 28. Januar 1987 in Brisbane, Queensland) ist eine ehemalige australische Synchronschwimmerin, die an den Olympischen Sommerspielen 2008 in Peking und an den Olympischen Sommerspielen 2012 in London teilnahm.

## Karriere

### Olympische Spiele 2008 und 2012
Bei den Olympischen Sommerspielen 2008 in Peking gehörte Eloise Amberger zum australischen Aufgebot im Mannschaftswettkampf. Zusammen mit ihren Mannschaftskameradinnen Coral Bentley, Sarah Bombell, Myriam Glez, Érika Leal Ramírez, Tarren Otte, Samantha Reid und Bethany Walsh absolvierte sie den olympischen Wettkampf am 22. und 23. August 2008 im olympischen Schwimmzentrum und belegte den siebten Platz von acht teilnehmenden Mannschaften mit einer Gesamtwertung von 82,167 Punkten.
Eloise Amberger gehörte auch im Jahr 2012 in London bei den Olympischen Sommerspielen 2012 zum australischen Aufgebot im Duett– und Mannschaftswettkampf. Im Duett mit ihrer Partnerin Sarah Bombell absolvierte sie den Wettkampf der vom 5. bis 7. August 2012 im London Aquatics Centre stattfand. Mit einer Gesamtwertung von 154,880 Punkten belegte sie den 23. Platz von 24 gestarteten Teilnehmerinnen und schied in der Qualifikation zur Finalrunde vorzeitig aus.
Zusammen mit ihren Mannschaftskameradinnen Bianca Hammett, Jenny-Lyn Anderson, Sarah Bombell, Olia Burtaev, Tamika Domrow, Tarren Otte, Frankie Owen und Samantha Reid absolvierte sie den olympischen Mannschaftswettkampf am 10. August 2012 und belegte den achten Platz von acht teilnehmenden Mannschaften mit einer Gesamtwertung von 154,930 Punkten.

### Commonwealth Games 2010
An den Commonwealth Games 2010 in Delhi nahm Eloise Amberger mit der australischen Delegation im Duett teil. Zusammen mit ihrer Partnerin Sarah Bombell absolvierte sie den Wettkampf vom 6. bis 7. Oktober 2010 im sogenannten „SPM Swimming Pool Complex“. Mit einer Gesamtwertung von 79,000 Punkten belegte sie den dritten Platz und gewann die Bronzemedaille.
Ihr zwei Jahre jüngerer Bruder Joshua Amberger (* 1989) ist als Triathlet aktiv.